# 陳茂男
陳茂男（1941年5月23日—），台灣政治人物。曾經代表民主進步黨任職第五屆立法委員，第六屆立法委員选举中落选，未能连任。

## 外部連結
- 立法院 陳茂男委員簡介